# 古埃及科技

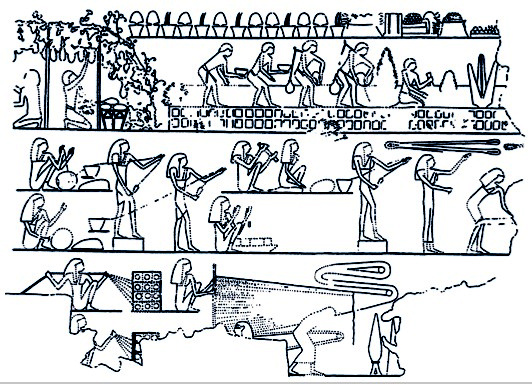
古埃及女人使用机械制繩，见插图的最下面两行

古埃及科技记录的是古埃及人的发明和使用的工具。古埃及人发明使用了很多简单机械，如斜坡、杠杆，用于辅助建筑。他们使用繩桁架加强船的船宽。古埃及的纸称之为莎草纸，他们大量生产陶器并出口到地中海。轮子被用于多种目的，但馬戰車直到第二中间时期才被使用。航海科技包括造船和灯塔。

## 古埃及王朝时期科技
古埃及在天文学、数学、医学都有建树。他们的几何学源于測量，用来保持土地的形状和所有权，因为尼罗河每年都要泛滥。直角三角形勾三股四弦五以及其它经验法则用于直线图形结构、柱式和横梁建筑。埃及也是西方炼金术的研究中心。

### 纸和文字

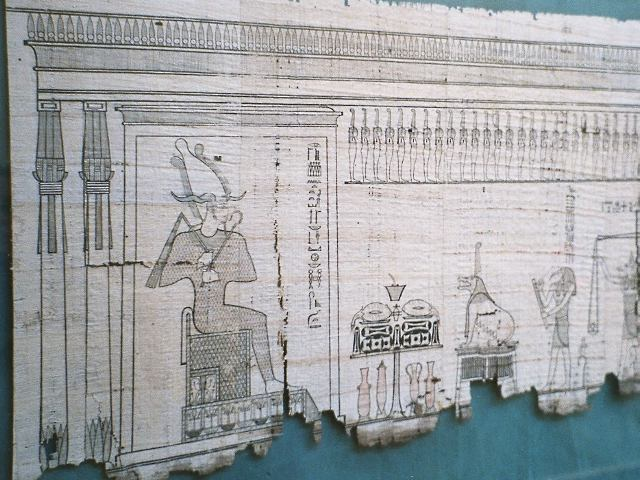
死者之书，使用莎草纸书写

古埃及人利用紙莎草压扁而制成莎草纸作为书写载体。前3000年古埃及就开始制作莎草纸，并出口到古希腊和古罗马。亚历山大图书馆的建立导致莎草纸在其它地方供应紧张。根据古罗马博物学家老普林尼博物志的记载，由于这个原因，歐邁尼斯二世时期发明了羊皮紙，用来建造他在帕加马的图书馆。然而另有说法称这只是神话，远在帕加马之前，小亚细亚就已经开始使用羊皮紙。
圣书体被认为是腓尼基字母的祖先，后者则是希伯来字母、希腊字母、拉丁字母的祖先。
亚历山大图书馆曾保留了许多卓越的记录和卷轴，后来在642年古罗马统治下，图书馆被焚毁。

### 建筑

#### 工具
古埃及一些早期的建筑在芦苇上涂上厚厚的粘土，用以更有效的防热防寒。石灰石、凿石、木槌、石锤也有被使用。依靠这些工具，古埃及人得以建造房屋以及各种神灵的雕塑。

#### 建筑
许多埃及神廟如今已不复存在了。有些因日益磨损破败不堪，有些则完全被损毁。古埃及建筑是人类构想和建造的最大的建筑之一。法老哈特谢普苏特建造了大规模的神庙和陵墓，其中有许多她的雕像。图坦卡蒙石窟陵墓坐落在帝王谷，拥有大量珠宝古董。在一些后期神话中，卜塔被认为是工匠之神。古埃及神灵之一伊姆霍特普，是第一个有文字记载的工程师。
托勒密王國时期，灯塔开始发展，最著名的要数亚历山大灯塔。

#### 遗迹

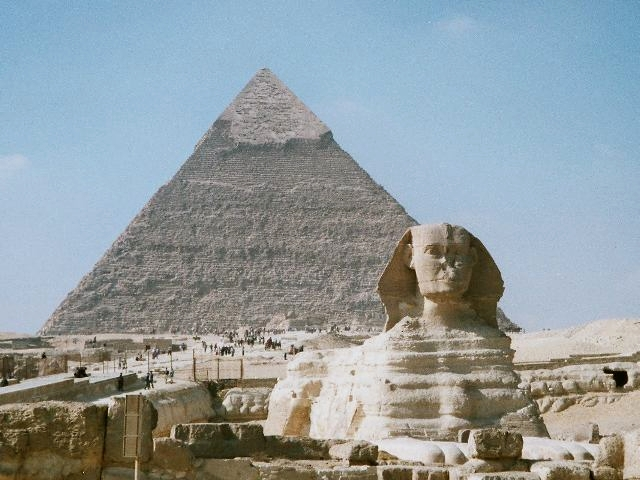
卡夫拉金字塔

世界上最著名的金字塔要数埃及金字塔了。金字塔是法老的陵墓。胡夫金字塔是埃及最大的金字塔，也是世界上最大的金字塔之一，被称为古代世界七大奇迹之一，也是唯一幸存至今的奇迹。金字塔底座面积超过13英畝（53,000平方），塔顶贴金或者涂上石灰石。
紅金字塔是埃及第三大金字塔。孟卡拉金字塔使用石灰岩、花岗岩建造。黑金字塔使用打磨的花岗岩建造，如今已基本损毁，在埃及博物館展出。（参见代赫舒爾）。
关于古埃及人如何加工花崗岩仍然是一个有争议的问题。考古学家帕特里克·亨特假设古埃及人使用金刚砂用来加工，因为它的硬度更高。他们使用杠杆把超过100公噸的物品运送到方尖碑的顶部。

#### 方尖碑和柱子
方尖碑是古埃及建筑的一个杰出部分，常常在神庙入口处成对摆放。1902年的不列颠百科全书写到：“现存最早的神庙方尖碑是位于赫里奥波里斯的第十二王朝的辛努塞尔特一世所建的方尖碑， 高68英尺（21）”。已知现存的方尖碑有29座，其中1座是由哈特谢普苏特建造，用来庆祝她的16年法老执政，但后来未完工。另外古埃及人也广泛使用柱子。
不能确定古埃及人有没有风筝，但由Maureen Clemmons和Mory Ghariba带领的小组使用风筝、滑轮和架子吊起了一座5,900英磅（2,700），15英尺（4.6）的方尖碑。 Maureen Clemmons由此认为古埃及人使用风筝来辅助工作。之后Maureen Clemmons带领的小组还做了一个实验，他们在风筝上涂上虫胶，在每小时9英里的风下，可以轻松的将2吨重的金字塔石块提升到金字塔塔顶（自建的由53块石头组成的金字塔）。另外古埃及人大量使用斜坡，斜坡可以省力。

### 航海和造船

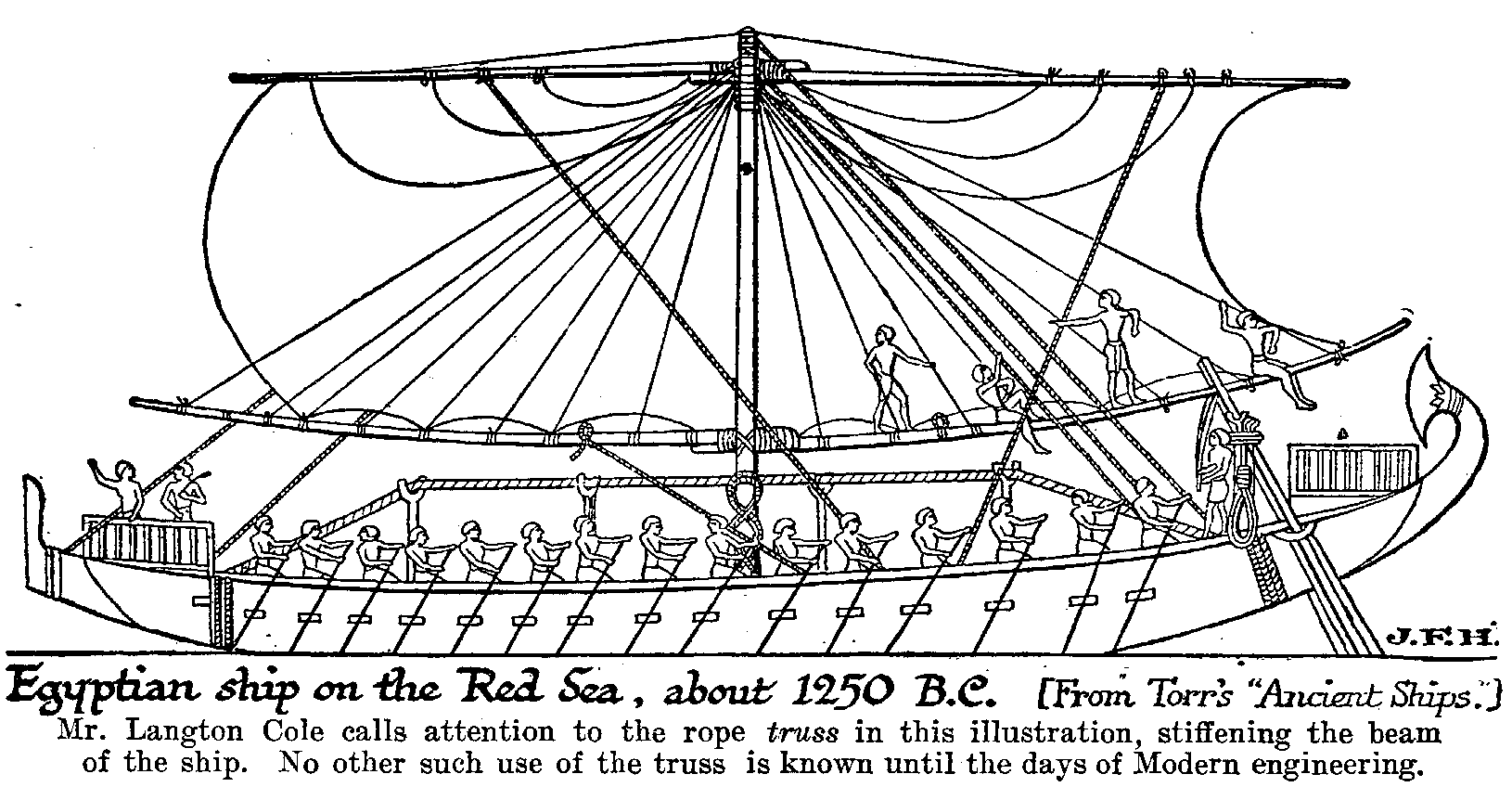
古埃及船只在红海上，前1250年，显示桁架用来加强船的船宽

古埃及人已经掌握一定的制帆技术了。这遵循空气动力学原理。 最早的帆的作用仅仅是依靠风从而推动船前进，之后到约前2400年，制造出了通过收帆的方式迎风航行的帆。 哈特谢普苏特曾参与管理建造一个5艘船组成的远征队的前期准备和资金筹备工作。

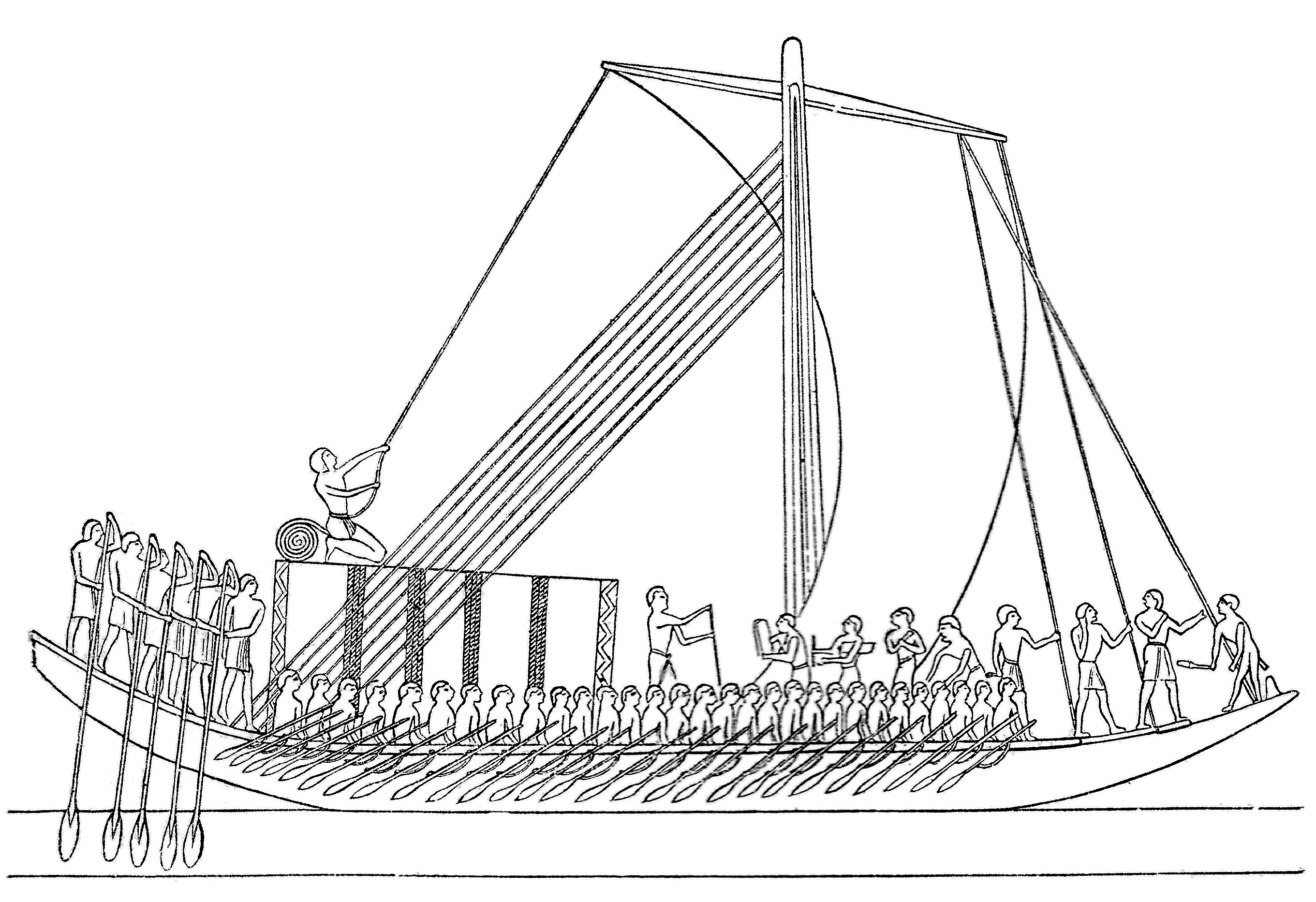
古埃及船只，类似维京长船，第五王朝，前2700年
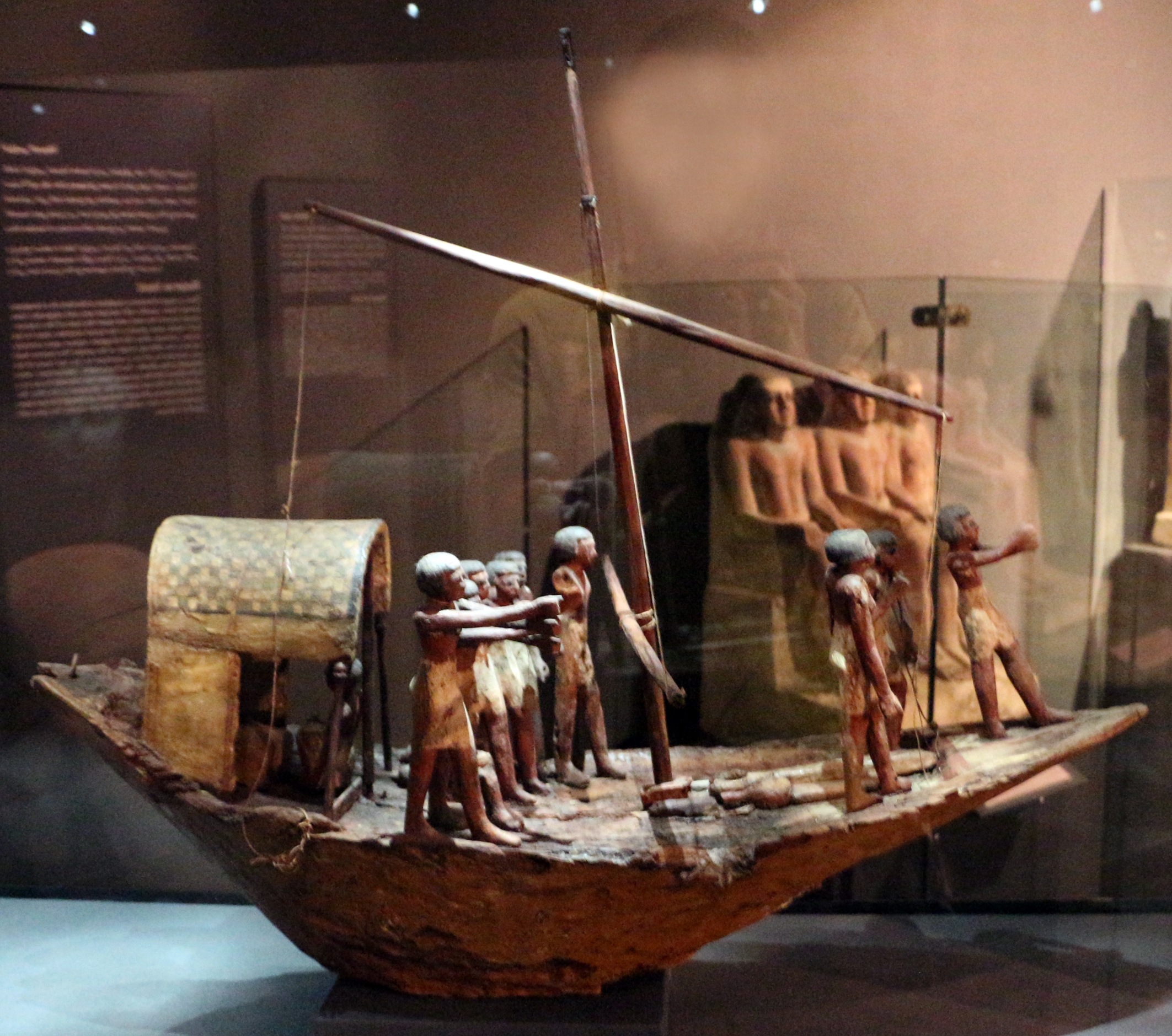
古王國時期 船只模型
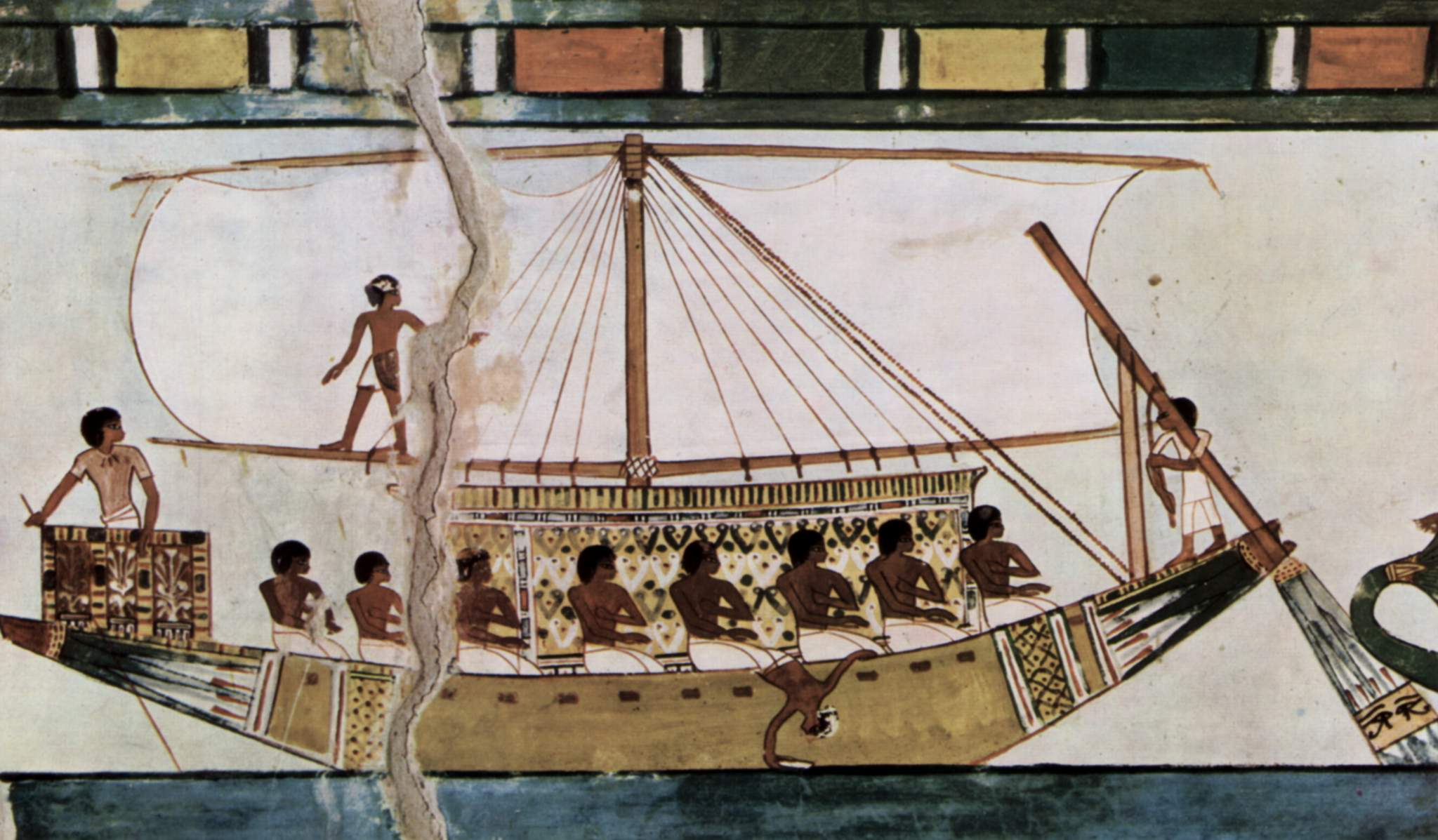
Menna（英语：Menna）墓中的壁画，描绘了船尾的舵桨，帆被固定在帆桁的中间
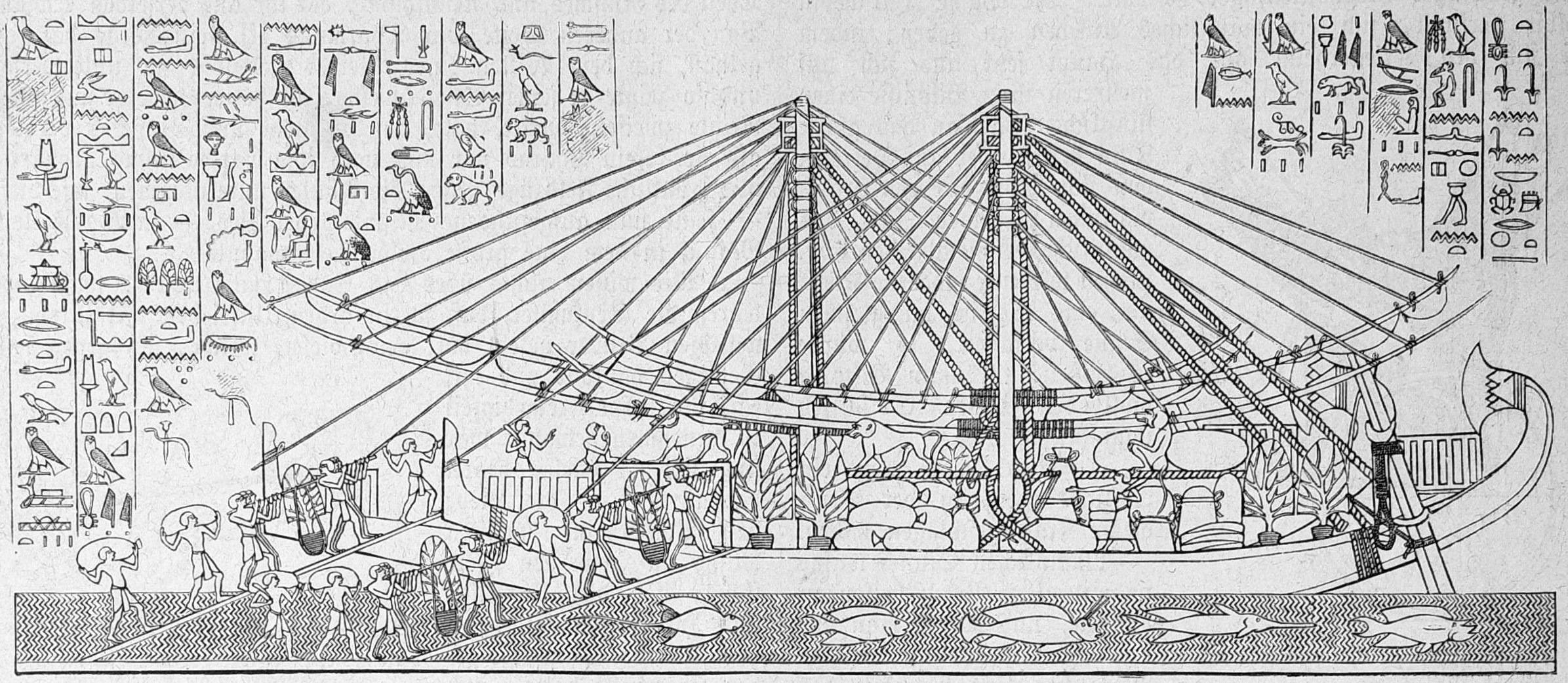
在邦特之地装货的船

古埃及人已经能制造许多种船。留存至今的有胡夫船。 埃及许多地方发现阿拜多斯船， 另外金字塔附近也发现了其它船的残存物。
两埃及的荣耀是出现于斯尼夫鲁时期造船计划上的铭刻，这是史上第一件证明载名船只的参考文物。

### 灌溉和农业
古埃及是水力帝国，灌溉技术有一定水平。 灌溉作物用来抵御一时的干旱少雨。有证据显示埃及第十二王朝的阿蒙涅姆赫特三世使用法尤姆的天然湖泊蓄水，用于抵御干旱季节。 排水系统的建造则减少了污水带来的影响。

### 玻璃
已知最早的古埃及玻璃珠子制作于约前1500年的新王國時期。它们色彩缤纷，制作方式是在一根金属棒上缠绕熔化的玻璃。古埃及人还制作瓶子和罐子。他们把玻璃丝缠绕在沙袋上，再绑上金属棒，一直加热使玻璃熔化，并翻转直到玻璃的形状和厚度定型。

### 医学
艾德溫·史密斯紙草文稿是现存的最早的医学文稿之一，且有可能是最早尝试描述分析人类大脑的文稿，基于这点可以认为是神经科学的鼻祖。但是医学史学家认为古埃及的药理学大多没有效果。 根据一份Michael D. Parkins发表的论文来看，赫斯特纸草中记载有260个药方，其中72%不含有疗效的成分 Michael D. Parkins称污物药理学起源于古埃及并在中世纪发展，动物粪便有时会有疗效，但有可能有风险。有用牛粪涂抹伤口、耳洞、纹身的做法，但可能会引起慢性耳部感染从而导致破伤风。 Frank J. Snoek写到古埃及人还使用苍蝇屎、蜥蜴血、猪牙作药品，这些在他看来则是有害健康的。
古埃及人死后制作木乃伊的行为并不普遍。古埃及葬礼是一个很复杂的仪式，包括各种纪念物、祈祷，用来向死者表示敬意。穷人一般买不起墓，就埋在沙地的浅坟里，因为干旱的环境，他们被自然晾干。

### 轮子
证据显示古埃及人早在埃及第四王朝时期就已经开始用陶轮制作陶器。 馬戰車则在第二中间时期，直到喜克索斯人的入侵才被使用。 在新王國時期，战车成为古埃及军事的核心。

### 其它

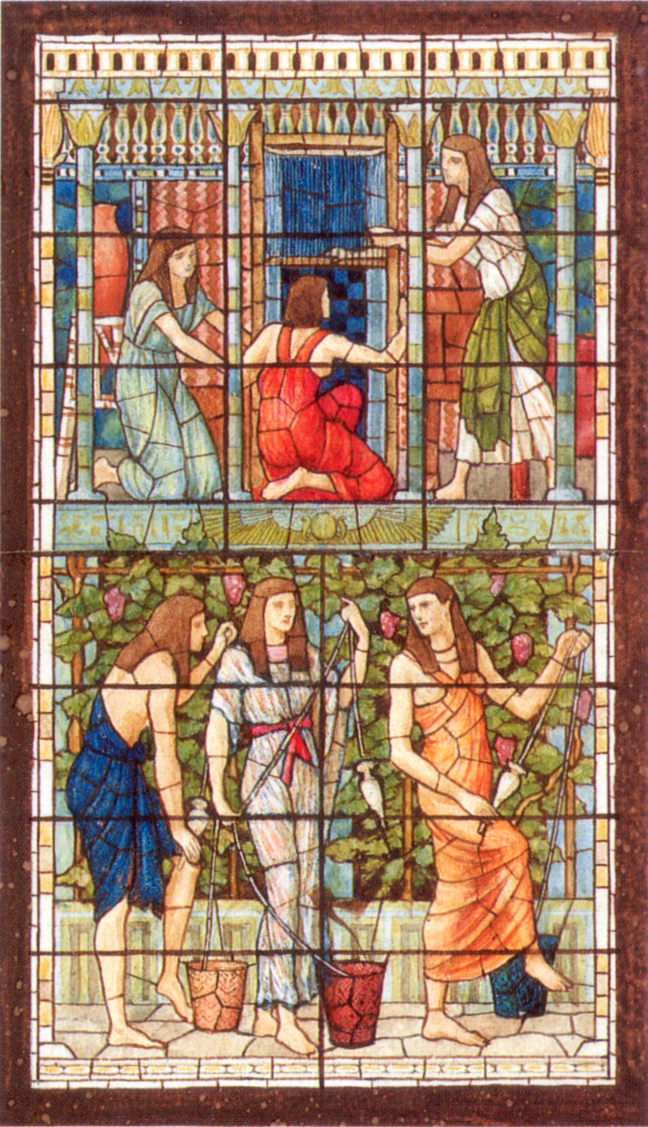
彩色玻璃窗，描绘古埃及纺织

古埃及人制作各种家具。现存证据（如从图坦卡蒙墓中发掘）表明最早的椅子、桌子、床都出自古埃及。

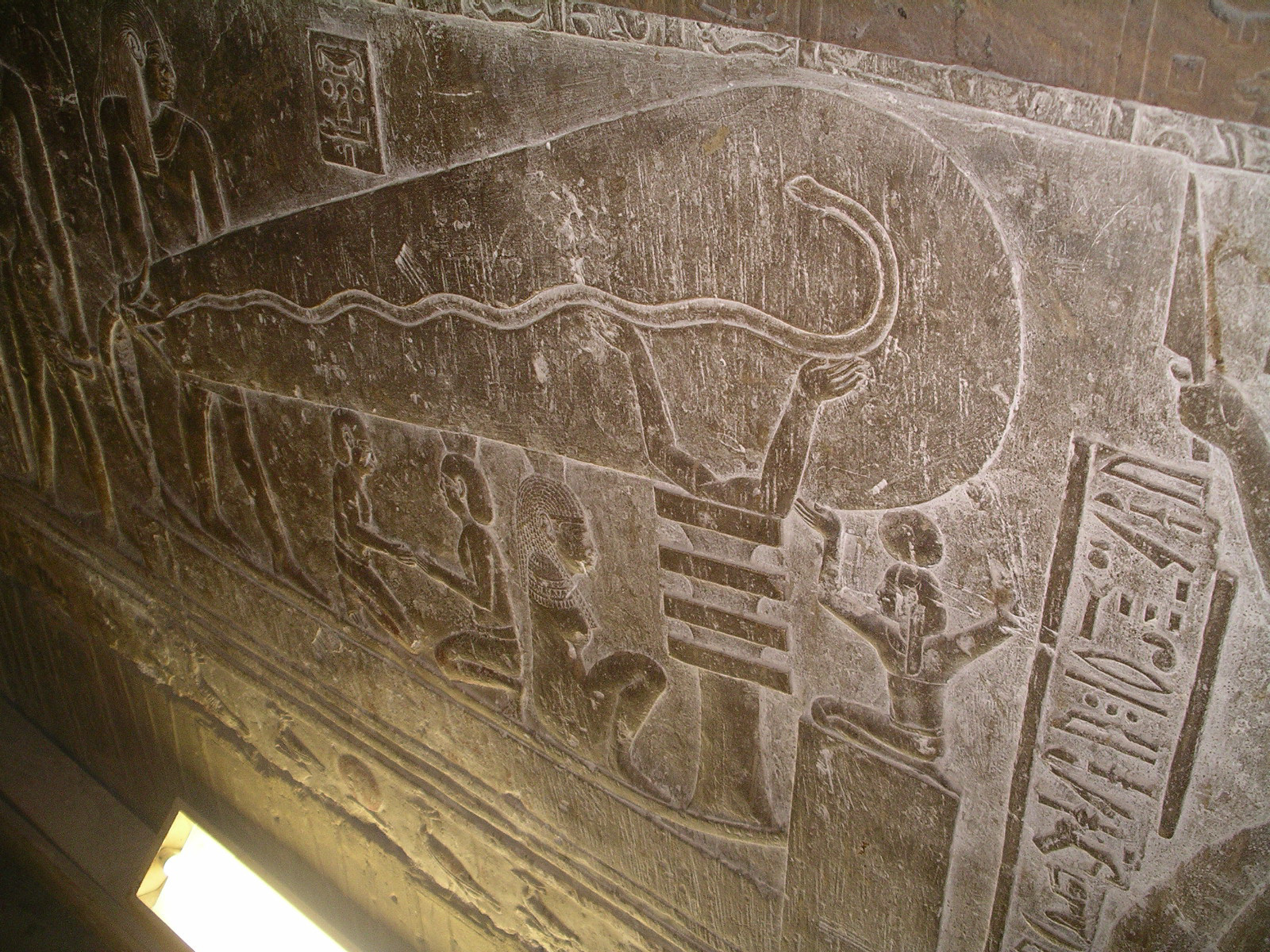
丹達臘之燈

有研究边缘科学的学者提出丹達臘之燈的存在证明古埃及已经能使用电灯。

## 古埃及晚期科技

### 古希腊罗马时代
最近学术界认为水車起源于公元前3世纪的托勒密王國。
古希腊科技则是从战争和武器的需求上得到灵感发展。

## 扩展阅读
- Anzovin, Steven et al., Famous First Facts (International Edition), H. W. Wilson Company, 2000, ISBN 0-8242-0958-3
- David, Rosalie A.; H.G.M. Edwards & D.W. Farwell. . Archaeometry. 2001, 43 (4): 461–473. doi:10.1111/1475-4754.00029.
- Earl, Bryan. . The Oriental Institute News and Notes. Summer 1995, 146.
- Gourdin, W.H.; W.D. Kingery. . Journal of Field Archaeology. 1975, 2: 133–150. JSTOR 529624. doi:10.1179/009346975791491277.
- Lucas, Alfred. 1962. Ancient Egyptian Materials and Industries, 4th Edition. London: Edward Arnold Publishers.
- Meyer, Carol; Bir Umm Fawakhir. . JOM. 1997, 49 (3): 64–8. Bibcode:1997JOM....49c..64M. doi:10.1007/BF02914661.
- Nicholson, Paul T. and Ian Shaw, eds. 2000. Ancient Egyptian Materials and Technology. University Press, Cambridge.
- Pulak, C. A. . International Journal of Nautical Archaeology. 1998, 27 (3): 188–224. doi:10.1111/j.1095-9270.1998.tb00803.x.
- Scheel, Bernd. 1989. Egyptian Metalworking and Tools. Haverfordwest, Great Britain: Shire Publications Ltd.
- Shaw, Ian. Editor. 2000. The Oxford History of Ancient Egypt. Oxford: 牛津大學出版社.
- Shortland, A.J. . Archaeometry. 2004, 46 (4): 497–516. doi:10.1111/j.1475-4754.2004.00170.x.
- Davis, Virginia. "Mines and Quarries of Ancient Egypt, an Introduction" Online article （页面存档备份，存于）
- Institutt for Arkeologi, Kunsthistorie og Konservering website, in English at